# Ferrari F300
El Ferrari F300 fue un coche de Fórmula 1 con el que compitió el equipo Ferrari en la temporada 1998 de Fórmula 1. El chasis fue diseñado por Rory Byrne, Giorgio Ascanelli, Aldo Costa, Willem Toet y Nikolas Tombazis, con Ross Brawn desempeñando un papel vital al liderar la producción del automóvil como director técnico del equipo y Paolo Martinelli asistido por Giles Simon liderando el motor. diseño y operaciones. Estaba propulsado por el motor Ferrari Tipo 047 V10 de 3 litros y estaba diseñado en torno a una pista más estrecha según lo dispuesto por la FIA en una serie de cambios reglamentarios para esa temporada. Ferrari utilizó logotipos de Marlboro, excepto en los Grandes Premios de Francia, Gran Bretaña y Alemania.

## Descripción general

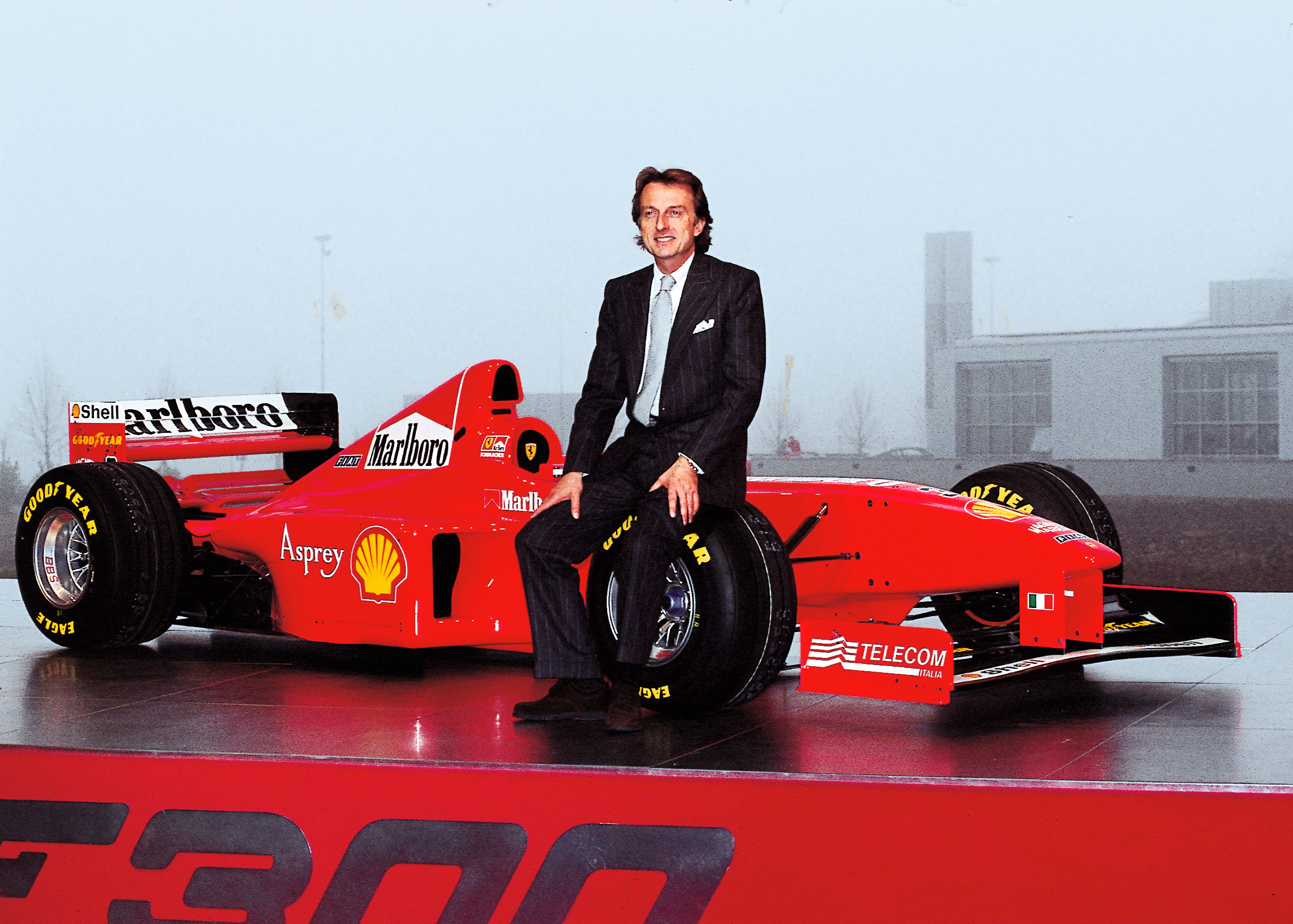
Luca Cordero di Montezemolo junto al monoplaza.

Muy parecido al Ferrari F310B de la temporada anterior, aunque con una pista más estrecha y pontones rediseñados, el F300 era un coche competitivo y fiable; sin embargo, todavía era aerodinámicamente inferior al McLaren MP4/13. A pesar de esto, Michael Schumacher luchó por alcanzar el segundo lugar en el campeonato mundial detrás de Mika Häkkinen. Ferrari también terminó subcampeón en el Campeonato de Constructores. El coche fue una excelente base para el dominio que Ferrari alcanzaría en las siguientes temporadas. Schumacher se recuperó de un gran déficit para estar en la misma cantidad de puntos que Häkkinen después de su sexta victoria de la temporada en Monza, pero después de haber sido derrotado por Häkkinen en Nürburgring en la penúltima ronda, el título del campeonato ya no estaba en el destino de Schumacher. Haber parado el coche en la parrilla en la final de Suzuka definitivamente aseguró la pérdida del título, agravado por un pinchazo tras una remontada que podría haber conseguido un podio. Incluso un podio habría sido en vano, ya que Häkkinen también ganó esa carrera. Häkkinen terminó con 100 puntos frente a los 86 de Schumacher. Eddie Irvine terminó cuarto en el campeonato, siendo el segundo clasificado en los dos dobletes que Ferrari anotó en Francia e Italia. Schumacher ganó seis carreras pero Irvine, una vez más, no registró ni una sola victoria. Sin embargo, un cuarto puesto fue su mejor resultado en el campeonato hasta esa fecha y consiguió muchos podios a lo largo de la campaña.
Como ocurre con todos los coches de Fórmula 1, el F300 fue revisado de forma exhaustiva y constante durante la temporada 1998. En el Gran Premio de Argentina se introdujo un neumático delantero más ancho de Goodyear que mejoró significativamente el manejo del coche. Los "X-wings" se introdujeron en el Gran Premio de San Marino, pero luego fueron prohibidos antes del Gran Premio de España por razones de seguridad. Se introdujo una versión del coche con una distancia entre ejes más larga para los Grandes Premios de Alemania y Bélgica, y también se diseñó un motor con nuevas especificaciones para el Gran Premio de Japón, que decidió el título. La mejora más significativa del coche se introdujo en el Gran Premio de Canadá, donde recibió un nuevo difusor, nuevos paneles traseros de la carrocería, un nuevo alerón delantero en forma de delta y escapes de salida superior. Esta revisión coincidió con un triplete de victorias para Schumacher. Este último mejoró la refrigeración y la aerodinámica del coche, que fue tan eficaz que muchos otros equipos copiaron el diseño.
Durante las pruebas en mayo de esa temporada, se rumoreaba que el F300 había sido equipado con neumáticos Bridgestone, posiblemente como preludio al cambio de proveedor de neumáticos antes de que Goodyear se retirara de la F1 al final de la temporada. Schumacher restó importancia a los rumores.

## Resultados

### Fórmula 1
(Clave) (negrita indica pole position) (cursiva indica vuelta rápida)

| Año     | Motor                     | Neu. | N.º | Pilotos            | 1   | 2   | 3   | 4   | 5   | 6   | 7   | 8   | 9   | 10  | 11  | 12  | 13  | 14  | 15  | 16  | Puntos | Pos. |
| ------- | ------------------------- | ---- | --- | ------------------ | --- | --- | --- | --- | --- | --- | --- | --- | --- | --- | --- | --- | --- | --- | --- | --- | ------ | ---- |
| 1998    | Tipo047/B/C 80-degree V10 | G    |     |                    | AUS | BRA | ARG | SMR | ESP | MON | CAN | FRA | GBR | AUT | GER | HUN | BEL | ITA | LUX | JPN | 133    | 2.º  |
| 1998    | Tipo047/B/C 80-degree V10 | G    | 3   | Michael Schumacher | Ret | 3   | 1   | 2   | 3   | 10  | 1   | 1   | 1   | 3   | 5   | 1   | Ret | 1   | 2   | Ret | 133    | 2.º  |
| 1998    | Tipo047/B/C 80-degree V10 | G    | 4   | Eddie Irvine       | 4   | 8   | 3   | 3   | Ret | 3   | 3   | 2   | 3   | 4   | 8   | Ret | Ret | 2   | 4   | 2   | 133    | 2.º  |
| Fuente: |                           |      |     |                    |     |     |     |     |     |     |     |     |     |     |     |     |     |     |     |     |        |      |